# Sutter Street Synagogue

Temple Emanu-El, Sutter Street

Innenansicht

Nach dem Erdbeben 1906

Das restaurierte Gebäude, 1912

Die Sutter Street Synagogue, auch als Temple Emanu-El (hebräisch עִמָנו אֵל; dt. „Gott ist mit uns“) bezeichnet, war eine Synagoge in San Francisco an der 450 Sutter Street. Sie wurde von 1864 bis 1866 durch die Congregation Emanu-El erbaut.

## Bau
Das Grundstück für den Bau wurde von Benjamin Davidson, der den englischen Zweig der Rothschilds vertrat, für $15.000 an die Gemeinde verkauft.
Die Synagoge war nach einem 1854 errichteten neogotischen Bau das zweite Gotteshaus, das die Gemeinde erbauen ließ.
Das Gotteshaus fasste 1200 Gläubige und war zu dieser Zeit die drittgrößte Synagoge in den Vereinigten Staaten. Auffällig waren die beiden Doppeltürme, die eine Höhe von 176 Fuß erreichten. Die Synagoge wurde bei dem San-Francisco-Erdbeben von 1906 und dem folgenden Großfeuer verwüstet. Das Gebäude wurde alsbald wieder aufgebaut und noch bis in die 1920er Jahre als Synagoge genutzt. Es präsentierte sich allerdings nach den Reparaturen in reduzierter Gestalt. Dies betraf das Langhaus sowie den oberen Teil der beiden Türme, die einst einen achteckigen Grundriss hatten und bronzegedeckte Zwiebelhauben trugen. Das Gebäude wurde später endgültig rückgebaut, um an dessen Stelle ein neues Krankenhaus zu erbauen.
In den späten 1920er-Jahren zog man in den Temple Emanu-El in der Lake Street um.